# Theo Anna Sprüngli
Theo Anna Sprüngli (15 de agosto de 1880, Hamburgo – 8 de mayo de 1953 Delmenhorst), más conocida por su seudónimo de Anna Rüling, fue la primera activista lesbiana conocida de la historia. Así como la primera mujer de la época contemporánea en proclamar públicamente su homosexualidad.

## Biografía
Se conoce muy poco de su vida. Nació en Hamburgo en 1880, fue obligada por su familia a contraer matrimonio bastante joven. En 1904 entabló una relación lésbica que la sacó de la infeliz vida que estaba llevando hasta entonces.
Su breve activismo comenzó el 8 de octubre de 1904 en la reunión anual del Comité Científico Humanitario en Berlín, donde dio un discurso frente a representantes de muchas organizaciones de mujeres.
Rüling publicó una serie de relatos cortos sobre temas lésbicos en 1906, desapareciendo posteriormente por completo del registro histórico hasta su muerte en 1953.

## Su discurso
Su principal contribución al movimiento de liberación homosexual fue el discurso que dio para el Comité Científico Humanitario, como única conferenciante, con el título de ¿Qué interés tiene el movimiento feminista en que se solucione el problema homosexual? (en alemán Welches Interesse hat die Frauenbewegung an der Lösung des homosexuellen Problems?)
Las líneas argumentales de su discurso fueron:
- Que los movimientos feminista y homosexual estaban relacionados por luchar ambos contra el patriarcado machista. Alentó a las lesbianas a luchar en el movimiento de liberación homosexual y no solo en el movimiento feminista, como habían estado realizando hasta entonces.
- Expuso los principios y la terminología de la teoría del «tercer sexo», en boga en el momento, aludiendo a tres clases de personas: los hombres, las mujeres y los homosexuales. Afirmó que la orientación homosexual era innata e imposible de cambiar y que, si los padres intentaban imponer a los niños homosexuales un papel sexual que no es el suyo, les podrían causar graves daños.
- Describió la infelicidad y trastornos, vividos en propia persona, que ocasiona a un homosexual ser obligado a vivir en un matrimonio heterosexual.